# Lion Axwijk
Leyond Marvin ("Lion") Axwijk (Amsterdam, 18 maart 1984) is een Nederlands voetbalspeler. Hij speelt als verdediger.
Hij maakte zijn debuut in het betaald voetbal bij RKC Waalwijk op 29 oktober 2005 in de wedstrijd tegen NAC Breda. Hij viel in de 83ste minuut in voor Robert Fuchs. Hij werd tijdens het seizoen 2005/06 verhuurd aan BV Veendam waar hij acht wedstrijden speelde. Hij maakte in het seizoen 2006 de overstap naar AGOVV waar hij twee seizoenen speelde.
In het seizoen 2008/10 kwam Lion Axwijk uit voor V.V. IJsselmeervogels uit Spakenburg waar hij samen met zijn oudere broer Iwan Axwijk speelde. Axwijk werd met V.V. IJsselmeervogels kampioen van Nederland.  Lion Axwijk speelde het seizoen 2010/11 voor SV Spakenburg. Van 2011 tot 2013 speelde hij voor ASV De Dijk en vervolgens voor OFC (2013/14), Fortuna Wormerveer (2014/2015) en Hellas Sport (2015-2018).

## Clubstatistieken
| seizoen | club                  | land      | competitie                 | duels  | goals  |
| ------- | --------------------- | --------- | -------------------------- | ------ | ------ |
| 2005/06 | RKC Waalwijk          | Nederland | Eredivisie                 | 4      | 0      |
| 2005/06 | BV Veendam            | Nederland | Eerste divisie             | 8      | 0      |
| 2006/07 | AGOVV                 | Nederland | Eerste divisie             | 11     | 0      |
| 2007/08 | AGOVV                 | Nederland | Eerste divisie             | 19     | 0      |
| 2008/09 | V.V. IJsselmeervogels | Nederland | Hoofdklasse amateurvoetbal | 20     | 1      |
| 2009/10 | V.V. IJsselmeervogels | Nederland | Hoofdklasse amateurvoetbal | 20     | 2      |
| 2010/11 | SV Spakenburg         | Nederland | Topklasse amateurvoetbal   | n.n.b. | n.n.b. |
| 2010/11 | ASV De Dijk           | Nederland | Eerste klasse              | n.n.b. | n.n.b. |